# NGC 25
NGC 25 je vmesna spiralna galaksija v ozvezdju Feniksa. Njen navidezni sij je 13,0m. Od Sonca je oddaljena približno 131 milijonov parsekov, oziroma 427,26 milijonov svetlobnih let,
Galaksijo je odkril John Herschel 28. oktobra 1834.